# Colour the Small One
 (juin 2017).
Si vous disposez d'ouvrages ou d'articles de référence ou si vous connaissez des sites web de qualité traitant du thème abordé ici, merci de compléter l'article en donnant les références utiles à sa vérifiabilité et en les liant à la section « Notes et références ».
Albums de Sia
Healing Is Difficult
(2001) Lady Croissant
(2007)
Colour the Small One est le troisième album de l'auteur-compositeur-interprète australienne Sia. 
Sorti en Australie et au Royaume-Uni le 19 janvier 2004, il n'a été dans les bacs aux États-Unis qu'à partir du 3 février 2004. Jimmy Hogarth en est le producteur. Il a également co-écrit trois titres et a joué divers instruments. 
L'album a été re-publié le 10 janvier 2006 aux États-Unis, après que le titre Breathe Me devînt populaire à la radio, à la suite de son utilisation comme chanson de générique de fin de la série Six Feet Under. L'album a culminé à la 14e place du classement d'albums Heatseekers du magazine Billboard.

## Composition
Depuis 2000, Sia Furler s'était installée au Royaume-Uni et elle avait sorti son album solo précédent, Healing Is Difficult, en 2001. Cependant, elle n'était pas satisfaite de la promotion de l'album ; elle a licencié son manager, quitté sa maison de disque Sony Music et signé avec Go! Beat! Records, une filiale d'Universal Music. L'album Colour the Small One a été enregistré à Rye en 2003, aux Heliocentric Studios, avec Jimmy Hogarth à la production.
Toutes les pistes de l'album sont co-écrites par Sia Furler. Cinq titres sont co-écrits avec le bassiste, Samuel Dixon (qui participe aussi aux trois albums studios suivants). Jimmy Hogarth a co-écrit quatre titres et joué de divers instruments. Le titre The Bully est co-écrit avec le musicien américain Beck. Deux autres chansons prévues pour Colour the Small One ont été co-écrites avec Beck, mais n'ont pas été utilisées dans l'album. Dans les chœurs du titre Natale's Song, on retrouve la participation de la chanteuse britannique Sophie Barker qui avait déjà travaillé avec Sia Furler sur un single de Zero 7, Destiny (août 2001). Une autre chanteuse britannique, Yvonne John Lewis (en), figure également comme choriste dans le titre The Church of What's Happening Now.

## Sortie et promotion
La version australienne initiale de Colour the Small One avait onze titres, avec Butterflies ajouté pour les versions ultérieures. Le titre Don't Bring Me Down est le premier single sorti en Australie à la fin 2003. Il a été reconditionné pour sa sortie au Royaume-Uni. Quand il est sorti en 2004, Breathe Me était le premier single dans la plupart des marchés en dehors de l'Australie, alors que Don't Bring Me Down avait terminé second. Breathe Me atteint la 71e place du UK Singles Chart en mai 2004, tandis que le troisième single, Where I Belong atteint le top 100. Néanmoins le quatrième single, Numb, n'apparait pas dans le classement des charts. Colour the Small One a atteint le top 200 dans les charts des albums au Royaume-Uni. En promotion de l'album, Go! Beat! Records a communiqué la vidéo du « making-of ». Des clips ont été tournés pour deux titres : Breathe Me et Sunday, tandis qu'une animation a été faite pour Numb. Un clip vidéo a été tourné plus tard pour Don't Bring Me Down mais la version live a été présentée à l'occasion de l'album live Lady Croissant, sorti en Avril 2007.
Après que le titre Breathe Me a été utilisé dans le générique de fin de la série télévisée Six Feet Under (diffusée en août 2005), l'album a été réédité le 10 janvier 2006 aux États-Unis, dans une version élargie avec 16 pistes. L'album a culminé alors à la 14e place du classement d'albums « Top Heatseekers » du magazine Billboard. Breathe Me a gagné en popularité sur les stations radio. Ce titre a été utilisé dans le feuilleton Verbotene Liebe en avril 2008, dans le jeu vidéo Prince of Persia sorti en 2008, dans des publicités télévisées (comme celles de Coca-Cola pendant les Jeux olympiques d'hiver de 2010) et dans le film Le Mur de l'humiliation en 2011. Numb a été utilisé dans la série télévisée Nip/Tuck (Saison 3, Épisode n° 33 "Rhea Reynolds") et régulièrement dans Holby City et dans Hollyoaks.

## L'avis des critiques
Colour the Small One a reçu des critiques généralement favorables. Le site Metacritic donne une note de 77 sur 100, sur la base de 15 critiques professionnels. Jon O'Brien du site AllMusic a noté que « la voix feutrée et intime [de Sia] est entourée par de la folk acoustique teintée d'électronique ». Carmine Pascuzzi du site Mediasearch décrit Sia comme « une étincelle sur les goûts acoustique / Chill-out d'aujourd'hui » avec un album « plus expérimental » que Healing Is Difficult.

## Liste des titres
Toutes les paroles sont écrites par Sia Furler.
| No  | Titre                              | Auteur                               | Durée |
| --- | ---------------------------------- | ------------------------------------ | ----- |
| 1.  | Rewrite                            | Furler, Samuel Dixon                 | 4:45  |
| 2.  | Sunday                             | Furler, Dixon                        | 4:17  |
| 3.  | Breathe Me                         | Furler, Dan Carey                    | 4:34  |
| 4.  | The Bully                          | Furler, Beck, Jimmy Hogarth          | 3:51  |
| 5.  | Sweet Potato                       | Furler, Kevin Cormack, Hogarth       | 4:00  |
| 6.  | Don't Bring Me Down                | Furler, Blair MacKichan              | 4:25  |
| 7.  | Natale's Song                      | Furler, Dixon                        | 2:32  |
| 8.  | Butterflies                        | Furler, Cormack, Hogarth             | 3:26  |
| 9.  | Moon                               | Furler, Dixon, Hogarth               | 5:02  |
| 10. | The Church of What's Happening Now | Furler, Dixon                        | 4:27  |
| 11. | Numb                               | Furler, James McMillan, Felix Howard | 4:40  |
| 12. | Where I Belong                     | Furler, Dixon                        | 5:45  |